# Sixt V
Sixt V (Grottamare, 13 de desembre de 1521 - Roma, 27 d'agost de 1590) és el nom que va adoptar Felice Peretti di Montalto en ser escollit papa de Roma.
Va entrar en religió des de ben jove, a l'orde dels franciscans. Va ser inquisidor general de Venècia. Afrontat políticament amb Gregori XIII, va viure gran part del seu període de cardenal reclòs a les seves residències. Políticament va obstaculitzar el predomini castellà a Itàlia i impedir l’accessió al tron a Enric IV de França (1585).
El seu pontificat destaca per l'atenció a les finances, que va sanejar després de dècades de malbaratament, i per l'ajuda a la millora de la traducció Vulgata de la Bíblia, durant segles l'única autoritzada per al lectorat catòlic. Va contribuir també a l'auge del moviment de la Contrareforma i a l'ornament de la ciutat de Roma. El 1587 va instituir la figura del promotor fidei, conegut com l'advocat del diable, el fiscal dels processos de canonització.
També cal destacar que va acabar amb el famós malfactor Alfons Piccolomini (1549-1591), que durant molts anys va devastar els Estats pontificis.